# Piteco
Piteco é um personagem de histórias em quadrinhos, sendo o protagonista de um universo criado por Mauricio de Sousa e ambientado na Idade da Pedra. Foi criado em 1961, ao lado de sua eterna admiradora Thuga.

## Biografia
Seu nome completo é Pithecanthropus erectus da Silva, e ele mora na aldeia de Lem (a Antiga Tribo da Lemúria o continente perdido). Vive caçando dinossauros, pescando ou lutando contra inimigos. Em várias de suas historias, Piteco acaba descobrindo novidades para a idade da pedra, como por exemplo a invenção da roda, navegação, agricultura, etc. Seus companheiros e amigos são Bolota, Beleleu e Pedrosa.
Ele é um solteirão tipico, destemido e corajoso, mas vive fugindo de Thuga, uma mulher que quer se casar com ele. No entanto, apesar de não querer assumir compromisso com ela, ele sente ciumes quando outros homens se interessam por Thuga e a paqueram, como visto nas historias "O casamento de Thuga" (publicado em Cebolinha número 137 da editora Globo), "Paqueras Pre-Históricas" (Cebolinha numero 7, editora Globo), entre outras, o que demonstra que Piteco no fundo ama Thuga, mas não admite porque quer continuar solteiro.
Em histórias mais antigas, Piteco encontrou o ovo de onde nasceria o dinossauro Horácio, porém o animal arranjou confusão em Lem e foi expulso. Até a época da Abril, Piteco carregava uma clava com um prego de metal – o que é bem curioso, considerando que nessa era o metal ainda não havia sido inventado. Essa clava acabou sumindo a partir da época da editora Globo.
Existe também, entre alguns fãs, uma teoria de que Piteco supostamente seja o ancestral da Mônica, devido a algumas similaridades físicas entre eles (como o cabelo em formato de banana e a roupa vermelha), mas isso no entanto nunca foi confirmado [carece de fontes?].

## Publicação
Piteco foi publicado inicialmente em tiras de jornal e pranchas dominicais nos jornais do grupo Diários Associados. O personagem foi inspirado em outro homem das cavernas das tiras de jornal, o Brucutu de Vincent T. Hamlin, tanto que o nome da aldeia onde Piteco vive chama-se Lem, nome de um reino em Brucutu, cuja origem vem do continente perdido Lemúria. Mauricio também cita o herói Tarzan de Edgar Rice Burroughs, mas desenhado por Burne Hogarth .
Piteco assim como várias criações de Mauricio de Sousa, não possui revista própria e é publicado em revistas mix da Turma da Mônica.
Em 2009, Piteco ganhou um almanaque de republicações divido com seu antigo companheiro de tira, o dinossauro Horácio.

### Livros
- Em 1965, Piteco ganhou um livro escrito por Mauricio para a Editora FTD.[7]

- Em 2019, em parceria com o McDonald's, um livro com duas histórias ilustradas Chico Bento: Amor de verão e Piteco: Viagem no Tempo foi um dos brindes do McLanche Feliz.[8]

### MSP 50 e MSP+50
Em 2009, o personagem teve 2 histórias no álbum MSP 50, idealizado pelo editor e jornalista Sidney Gusman em homenagem aos 50 anos de carreira de Mauricio de Sousa. Numa história desenhada pelo quadrinista Flávio Luiz, ele se encontra com Astronauta.
Em 2010, em um novo álbum, o MSP+50, o Piteco é protagonista em três histórias, uma delas desenhada por Beto Nicácio (onde Piteco ficou bastante parecido com o Wolverine da Marvel Comics), uma por Emerson Lopes e outra de Fabio Ciccone (criador da webcomic Magias & Barbaridades).

### Graphic MSP

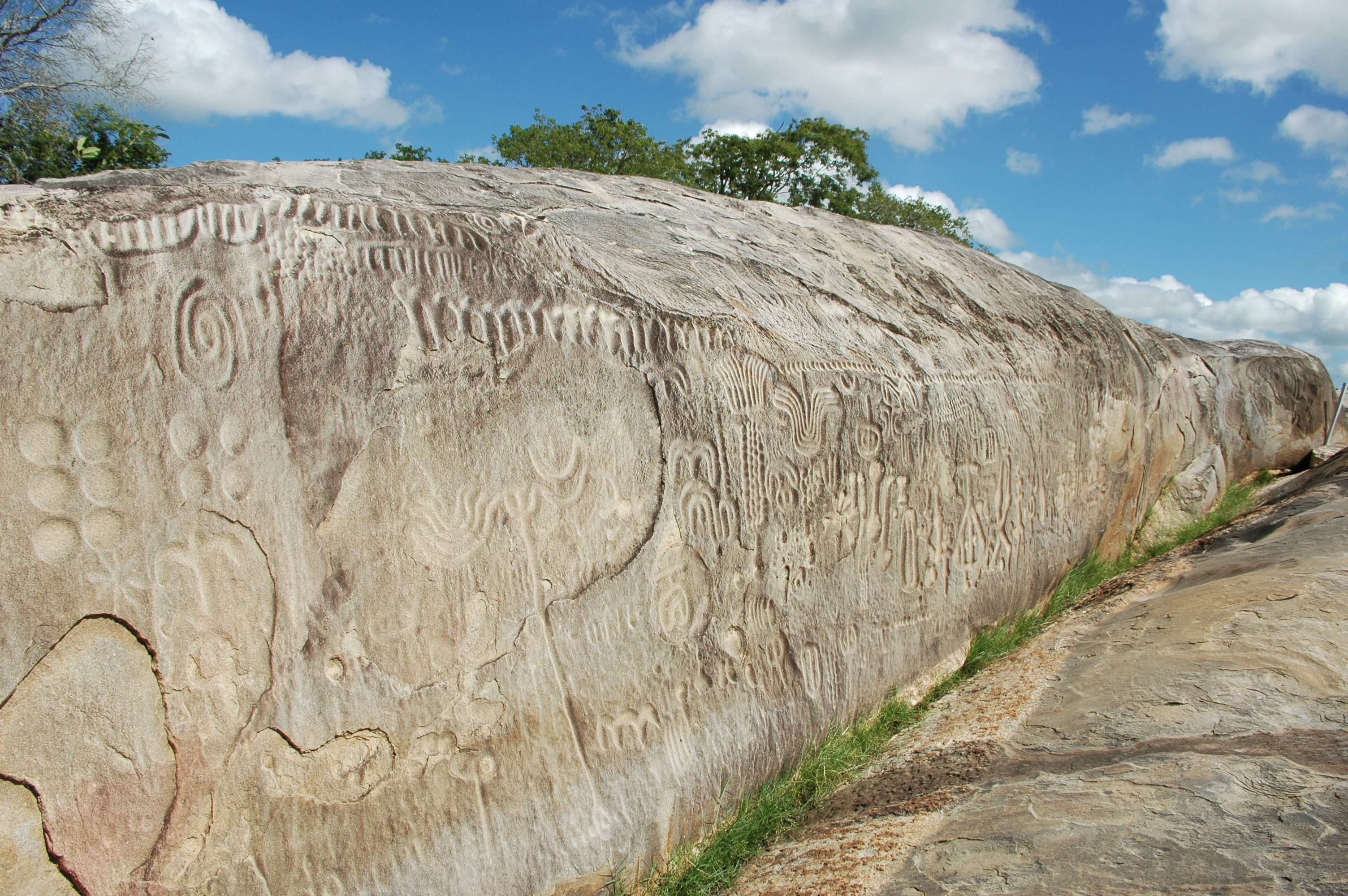
A Pedra do Ingá

Em setembro de 2013, a MSP Produções anunciou a primeira graphic novel protagonizada por Piteco: Piteco: Ingá, produzida pelo quadrinista paraibano Shiko. O título refere-se às inscrições da Pedra do Ingá, localizada na Paraíba. Seu lançamento ocorreu em novembro de 2013. Na história, os habitantes de Lem estão migrando, pois o rio de sua aldeia secou. No entanto, Piteco volta para resgatar Thuga, que fora raptada pela tribo dos homens-tigre. Em junho de 2019, ums graphic novel do Piteco de Mauricio de Sousa produzida por Eduardo Ferigato para o selo Graphic MSP, Piteco: Fogo que apresenta novos personagens, como Thala, a filha crescida de Piteco e Thuga, podendo ser considerado uma continuação Piteco - Ingá, o texto da quarta capa é assinado por Shiko. Em dezembro de 2020, durante uma live para Comic Con Experience, foi anunciada uma graphic novel escrita e desenhada por Ferigato. Intitulada Piteco - Presas, a graphic novel foi lançada em dezembro de 2021.

## Em outras mídias
- Em 2007, Piteco aparece no filme animado Uma Aventura no Tempo onde encontra a Mônica através de uma viagem temporal.[22]